# Пробудження (фільм, 1928)
Пробудження (англ. The Awakening) — американська мелодрама режисера Віктора Флемінга 1928 року.
Нині загублений фільм про ветерана, який повернувся додому після Першої Світової війни. Фільм у свій час удостоївся номінації на премію «Оскар» за найкращу роботу художника-постановника, але поступився Седріку Гіббонсу з фільмом «Міст короля Людовика».

## У ролях
- Вільма Банкі — Марі Дюкро
- Волтер Байрон — граф Карл фон Гаґен
- Луїс Волгейм — звір
- Джордж Девіс — черговий
- Вілльям Орламонд — дід Дюкро
- Карл фон Гаартман — лейтенант Франц Гейер